# James Burton (egittologo)
James Burton o James Haliburton, (1788 – Edimburgo, 1862) è stato un egittologo inglese che lavorò in numerosi siti archeologici dell'Egitto, soprattutto nella Valle dei Re.

## Biografia
James Burton fu il secondogenito di James Haliburton, il quale cambiò il proprio cognome in Burton, di Mabledon, Tonbridge. Fu istruito presso il Trinity College di Cambridge. Tra il 1815 ed il 1822 Burton lavorò per l'architetto John Soane, e viaggiò in Italia con il suo segretario, Charles Humphreys, dove incontrò gli egittologi John Gardner Wilkinson, Edward William Lane e William Gell. Nel 1822, nonostante non avesse conoscenze di mineralogia, fu invitato dal pascià Mehmet Ali a lavorare come esperto nel Geological Survey of Egypt. Lasciò l'incarico nel 1824, iniziando a studiare gli antichi monumenti egizi. Nel 1825 si spostò nel sud del Nilo fino ad Abu Simbel. Passò molti mesi a Tebe, scavando a Medinet Habu, Karnak ed in numerose tombe dei faraoni della Valle dei Re. In questo periodo entrò nella KV5, ma ne esplorò solo parzialmente le primissime camere.
Tra il 1825 ed il 1828 Burton pubblicò un'opera sulle inscrizioni in geroglifici egizi. Dal 1825 al 1834 si conosce poco delle sue attività, ma il 25 dicembre 1835 tornò in Inghilterra con vari animali, servi e schiavi, tra cui Andreana, una schiava greca acquistata alcuni anni prima in Egitto che in seguito sposò. In seguito a questo matrimonio, la sua famiglia lo disconobbe.
I suoi disegni dei monumenti egizi rimangono tuttora utili, dato che possono essere paragonati alle attuali condizioni dei siti egizi. In questi anni Burton raccolse numerose antichità egizie, molte delle quali furono messe all'asta presso Sotheby's nel 1836 per ripagare i debiti che aveva contratto. Il solo oggetto della sua collezione non messo all'asta fu una mummia con sarcofago, ora esposta presso il Liverpool Museum.
Nessuna delle esplorazioni di Burton fu pubblicata, ma i suoi appunti e gli schizzi furono donati al British Museum dopo la sua morte.
Era il fratello maggiore di Decimus Burton, architetto, entrambi figli del famoso costruttore di Londra James Burton, nonché fondatore della St Leonards on Sea nel Sussex orientale.
James Burton morì ad Edimburgo nel 1862, e fu sepolto con l'epitaffio "uno zelante investigatore in Egitto della sua lingua e delle sue antichità".